# Отре ле Ве
Отре ле Ве (фр. Autrey-le-Vay) насеље је и општина у источној Француској у региону Франш-Конте, у департману Горња Саона која припада префектури Лир.
По подацима из 2011. године у општини је живело 77 становника, а густина насељености је износила 27,6 становника/km². Општина се простире на површини од 2,79 km². Налази се на средњој надморској висини од 273 метара (максималној 292 m, а минималној 255 m).

## Демографија
| 1962. | 1968. | 1975. | 1982. | 1990. | 1999. | 2011. |
| ----- | ----- | ----- | ----- | ----- | ----- | ----- |
| 68    | 77    | 56    | 70    | 69    | 69    | 77    |

График промене броја становника у току последњих година